# Tal Farlow

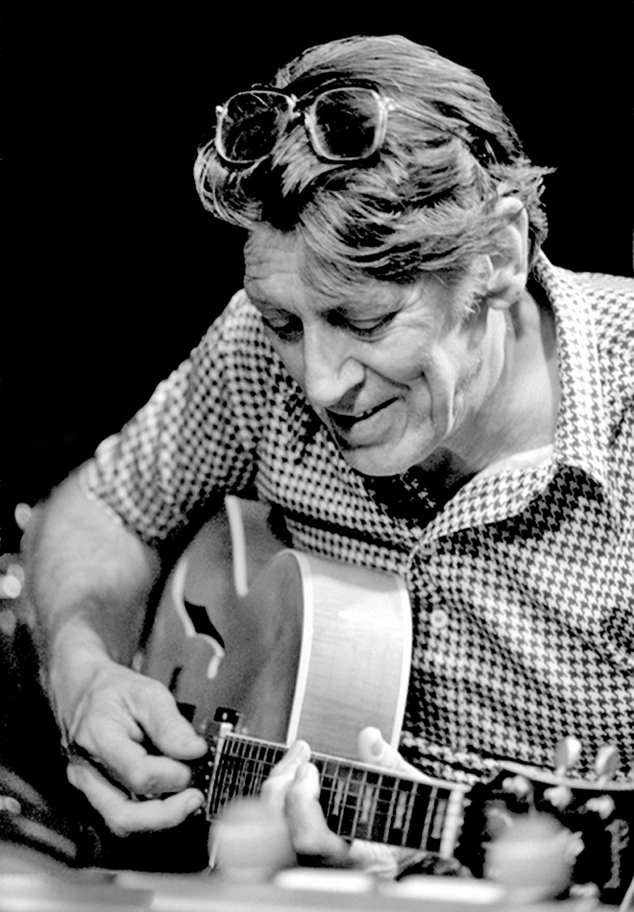
Tal Farlow, 1980

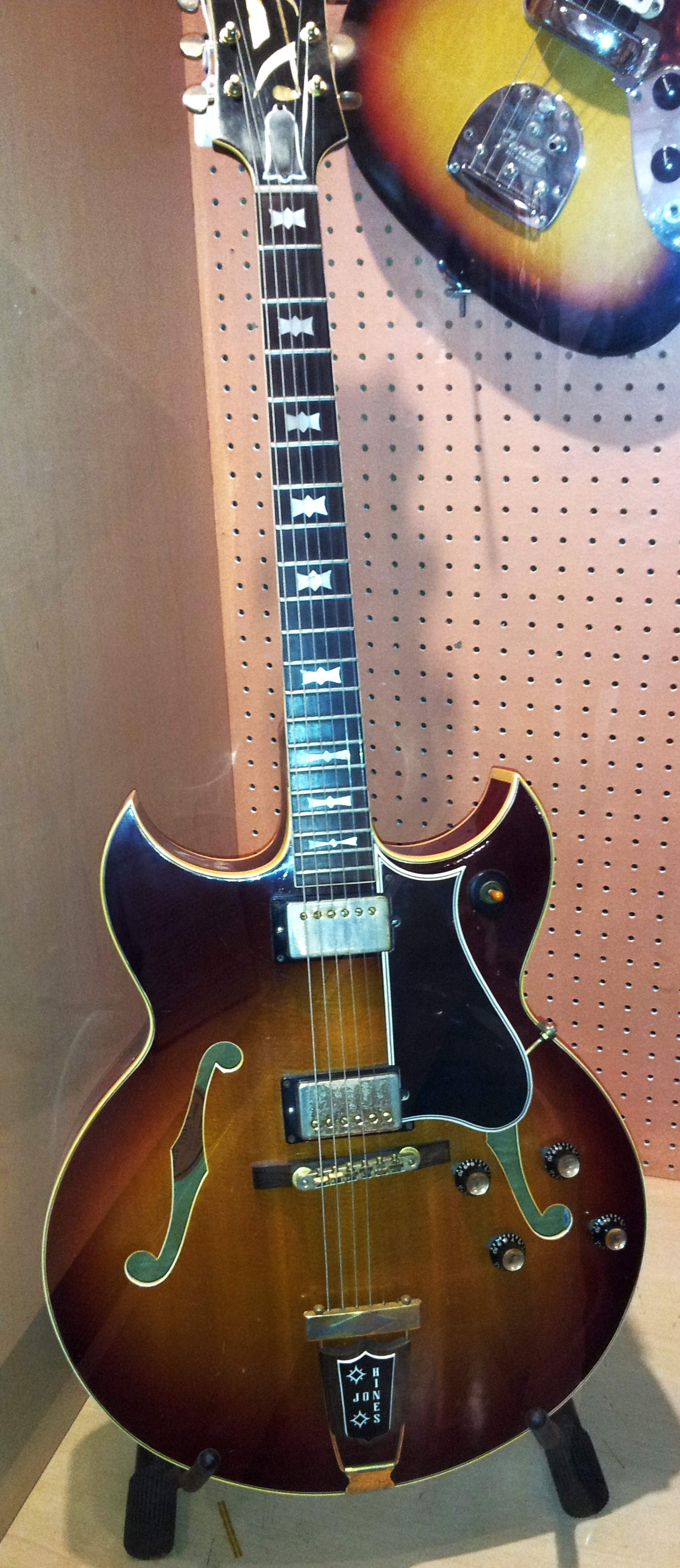
Prototyp gitary Gibson Barney Kessel Custom wykonany dla Tala Farlowa

Talmage Holt Farlow, ps. „Octopus” (ur. 7 czerwca 1921 w Greensboro, zm. 25 lipca 1998 w Nowym Jorku) – amerykański gitarzysta jazzowy oraz malarz szyldów, znaków i napisów reklamowych.

## Życiorys
Wychowywał się w muzykalnej rodzinie w Karolinie Północnej. Jego ojciec grał na kilku instrumentach strunowych. Natomiast matka i siostra grały na fortepianie. Siostra została pianistką klasyczną. Uczył się zawodu malarza szyldów, którego nie porzucił podczas kariery muzycznej.
Pracując jako szyldziarz, słuchał w radiu takich wykonawców jak Bix Beiderbecke, Louis Armstrong i Eddie Lang, oraz najpopularniejszych wówczas orkiestr jazzowych, prowadzonych przez Artiego Shawa, Jimmy’ego i Tommy’ego Dorseyów, oraz Benny’ego Goodmana. Właśnie wtedy usłyszał grającego u Goodmana na gitarze elektrycznej Charliego Christiana i zaczął kopiować jego solówki. Sam sięgnął po gitarę niewiele wcześniej, mając już dwadzieścia jeden lat. Uczył się tworzenia akordów do melodii na mandolinie nastrojonej jak ukulele. Dzięki temu wypracował specyficzną technikę gry, którą zastosował na gitarze. Ponadto grę ułatwiały mu wielkie dłonie o bardzo sprawnych palcach, za sprawą których zyskał przydomek: „Ośmiornica” („Octopuss”). Po roku grał już na gitarze zawodowo.
W 1948 rozpoczął karierę w triu pianistki Margie Hyams. Następnie, w latach 1949–1953 grał z wibrafonistą Redem Norvo i jego triem, którego członkiem był początkowo kontrabasista Charles Mingus. Współpraca z The Red Norvo Trio przyniosła mu sławę w świecie jazzu. Jego olbrzymie dłonie i umiejętność grania w zawrotnych tempach łagodnie brzmiących fraz uczyniły go jednym z najlepszych gitarzystów tamtej epoki.
Mieszkał wtedy w Nowym Jorku w kamienicy przy West 93rd Street. Jego współlokatorami byli gitarzyści Jimmy Raney i Sal Salvador. Do częstych gości należeli Johnny Smith i John Collins, którzy pragnęli uczestniczyć w często organizowanych gitarowych jam sessions. Ponadto od czasu do czasu pomieszkiwali tam saksofonista Phil Woods i perkusista Joe Morello.
W 1953 po półrocznej pracy w grupie Artie Shaw and the Gramercy Five założył trio, w którym grali także kontrabasista Vinnie Burke oraz pianista i wibrafonista Eddie Costa. W 1954 redakcja prestiżowego miesięcznika jazzowego „DownBeat” przyznała mu Nagrodę Nowej Gwiazdy (The New Star Award). Dwa lata później zajął pierwsze miejsce w kategorii „Gitara” w dorocznym plebiscycie krytyków ww. czasopisma.
W 1958 ożenił się i osiadł w gminie Sea Bright w stanie New Jersey. Powrócił do pracy szyldziarza. Dużo czytał, pływał łódką i sporadycznie grywał w lokalnych klubach. Mimo że był wirtuozem gitary, do swojej pracy muzyka podchodził bez entuzjazmu. W latach 1960–1975 nagrał tylko jedną płytę jako lider. W 1962 firma Gibson Guitar Corporation wyprodukowała przy jego udziale gitarę „Tal Farlow”, należącą do prestiżowej serii Artist Model. Sam używał głównie modelu ES-350.
W 1976 znów podjął aktywną pracę na scenie i w studiu nagraniowym. Nagrał szereg płyt dla wytwórni Concord Jazz. W 1981 reżyser Lorenzo DeStefano zaprezentował poświęcony mu film dokumentalny pt. Talmage Farlow. W końcu tej dekady po raz kolejny wycofał się z aktywnego życia muzycznego.
Zmarł na raka przełyku w Memorial Sloan-Kettering Cancer Center na Manhattanie w Nowym Jorku. Miał 77 lat. Został skremowany, a jego prochy przekazano rodzinie lub komuś z przyjaciół. Pozostawił żonę – Michele Hyk–Farlow.

## Wybrana dyskografia

### Jako lider lub współlider
- 1954
  - The Tal Farlow Album (Norgran)
  - The Artistry of Tal Farlow (Norgran)
  - The Tal Farlow Quartet (Blue Note)
  - Autumn in New York (Verve)
- 1955
  - The Interpretations of Tal Farlow (Norgran)
  - A Recital by Tal Farlow (Norgran)
  - Swing Guitars – Oscar Moore–Barney Kessel–Tal Farlow (Norgran) – kompilacja
- 1957
  - The Swinging Guitar of Tal Farlow (Norgran)
  - Tal (Verve)
- 1958 This is Tal Farlow (Verve)
- 1959 The Guitar Artistry of Tal Farlow (Verve)
- 1960 Tal Farlow Plays the Music of Harold Arlen (Verve)
- 1970 The Return Of Tal Farlow/1969 (Prestige)
- 1974 Guitar Player (Prestige) – 2 LP, kompilacja
- 1975 Tal Farlow – Fuerst Set – Eddie Costa–Vinnie Burke–Gene Williams (Xanadu Records)
- 1977
  - Second Set (Xanadu)
  - Trinity (CBS/Sony)
  - A Sign of the Times (Concord)
- 1978 Tal Farlow ’78 (Concord)
- 1981
  - On Stage – Tal Farlow–Hank Jones–Red Norvo–Ray Brown–Jake Hanna (Concord)
  - Chromatic Palette (Concord)
- 1983 Cookin’ on all Burners (Concord)
- 1984 Tal Farlow – Poppin’ and Burnin’ (Verve) – 2 LP, kompilacja
- 1985 The Legendary Tal Farlow (Concord)
- 1987 All Strings Attached – Tal Farlow–John Abercrombie–Larry Carlton–Larry Coryell–John Scofield–John Patitucci–Billy Hart (Verve)
- 1993 Tal Farlow–Philippe Petit – Standard Recitals (FD Music)
- 1995 Tal Farlow – Jazz Masters 41 (Verve) – CD, kompilacja
- 1997 Tal Farlow & Lenny Breau – Chance Meeting (True North – ścieżka dźwiękowa filmu Talmage Farlow
- 2001 Tal Farlow's Finest Hour (Verve)
- 2002 Tal’s Blues (Past Perfect Silver Line) – CD, kompilacja
- 2004 The Complete Verve Tal Farlow Sessions (Mosaic Records) – 7 CD

### Jakosideman
Z Sonnym Crissem
- 1967 Up, Up and Away (Prestige)

Z Gilem Mellé
- 1953 Gil Mellé Quintet With Urbie Green And Tal Farlow – Volume 2

Z Redem Norvo
- 1956 Move! – The Red Norvo Trio (Savoy)

Z różnymi wykonawcami
- 1956 Metronome All-Stars 1956 (Clef)
- 1970 Great Guitars of Jazz (MGM Records)
- 1994 Project G-5 – A Tribute to Wes Montgomery (Verve)

Zestawienie wg dat wydania płyt

## Upamiętnienie
W 2014 nakładem francuskiego wydawnictwa Paris Jazz Corner Edition ukazała się jego dwujęzyczna biografia pt. Tal Farlow - Un accord parfait – A Life in Jazz Guitar (ISBN 978-2954962603). Jej autorami są Jean-Luc Katchoura oraz Michele Farlow, żona artysty. 